# Lech Cergowski

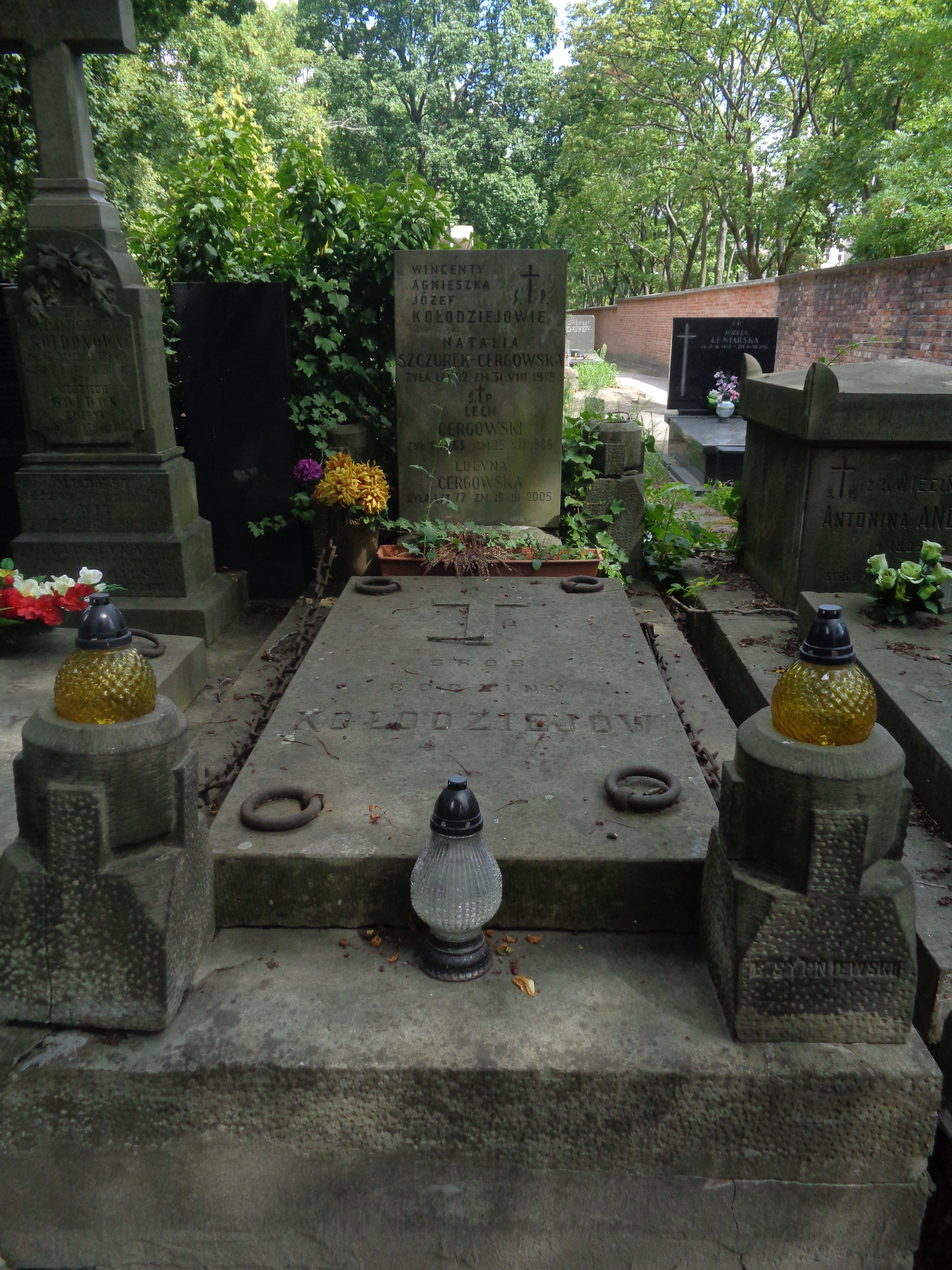
Grób Lecha Cergowskiego

Lech Stefan Cergowski, właśc. Szczurek-Cergowski (ur. 30 listopada 1923 w Toruniu, zm. 25 grudnia 1986 w Warszawie) – polski dziennikarz sportowy, żołnierz AK, powstaniec warszawski, więzień czasów stalinowskich. Syn Jana Szczurka-Cergowskiego.

## Życiorys

### II wojna światowa i represje powojenne
Od 1941 był członkiem Armii Krajowej. Walczył w powstaniu warszawskim, jako celowniczy ckm w kompanii B-1 pułku „Baszta”. Został ciężko ranny 14 września 1944. Przez obóz w Pruszkowie, został przewieziony do Brwinowa. 27 września 1944 został odznaczony Srebrnym Krzyżem Zasługi z Mieczami, a 2 października 1944 Krzyżem Srebrnym Orderu Wojennego Virtuti Militari. Wojnę zakończył w stopniu plutonowego podchorążego. We wrześniu 1950 aresztowany pod sfingowanym zarzutem szpiegostwa, skazany na karę 12 lat pozbawienia wolności, zwolniony został w marcu 1956. 

### Dziennikarz
Pod wpływem Kazimierza Gryżewskiego został dziennikarzem sportowym. Od lutego do grudnia 1948 pracował w dziale sportowym „Wieczoru Warszawy”, od stycznia do września 1949 w dziale sportowym „Rzeczpospolitej”, od października 1949 był pracownikiem „Przeglądu Sportowego”, po przerwie spowodowanej aresztowaniem i wyrokiem (październik 1950 – marzec 1956) powrócił do redakcji tego pisma w kwietniu 1956 i pracował w nim do śmierci w 1986, m.in. jako kierownik działu publicystycznego (od marca 1961 do lipca 1962), zastępca sekretarza redakcji (od maja 1967 do marca 1970), kierownik działu reportażu (od marca 1970 do sierpnia 1974), sekretarz redakcji (od sierpnia 1974 do lipca 1981), zastępca redaktora naczelnego (od lipca 1981). Zmarł przedwcześnie na zawał serca.
Specjalizował się w szermierce (był także sędzią w tej dyscyplinie) i kolarstwie, relacjonował największe sukcesy polskich kolarzy w latach 70.
W 1981 został odznaczony Krzyżem Kawalerskim Orderu Odrodzenia Polski.
Od 1987 rozgrywany jest kolarski wyścig poświęcony jego pamięci – Memoriał Lecha Cergowskiego.
Spoczywa na cmentarzu Powązkowskim w Warszawie (kwatera 174-4-39).